# Camille Loichot
Camille Loichot (né à Fournet-Blancheroche, dans le Doubs, le 5 mars 1888, mort à Ravensbourg le 25 mai 1945) est un officier français d'infanterie devenu résistant.

## Biographie
Fils de Jules Loichot et Zénaïde Cuenin, horlogers, il épouse Cécile Joubert dont il aura 7 enfants.
D'abord instituteur libre au Russey, il est mobilisé le 1er août 1914 au 171e régiment d'infanterie. Il est blessé trois fois au cours de la Grande Guerre, qu'il termine avec le grade de capitaine. Mai ntenu dans l'armée, il est affecté à l'armée du Rhin, puis au 137e régiment d'infanterie à Fontenay-le-Comte, puis au 152e régiment d'infanterie à Colmar. Il participe à la campagne de Syrie (1926-1928).
À Colmar, il est promu chef de bataillon (1933) puis, en 1940, il devient lieutenant-colonel commandant le 41e régiment d'infanterie (1940). En juin, lors de la très violente attaque de plusieurs divisions blindées allemandes au sud de la Somme, son régiment a tenu magnifiquement, fait de nombreux prisonniers et ne s’est replié en combattant que sur l’ordre du commandement, accomplissant avec succès un mouvement de repli particulièrement difficile (citation à l’ordre de l’Armée comportant l’attribution de la croix de guerre 1939-40 avec palme). Fait prisonnier le 18 juin 1940, il est libéré en avril 1941.
En 1942, le préfet du Doubs le place à la tête du Groupement de répartition des blés et farines du département. En parallèle, il entre dans la Résistance et devient responsable du groupement Doubs - Jura Nord de l’ORA au côté du colonel Maurin.
Arrêté à son bureau le 11 février 1944,, il est interné à la prison de la Butte. En tout, 34 personnes liées à son réseau sont arrêtées entre le 4 et le 24 février. Deux jours avant l’entrée des troupes américaines à Besançon, il est déporté en Allemagne : à la prison de Fribourg-en-Brisgau d’abord, à la citadelle de Manching ensuite, au camp de Dachau enfin. Après la libération du camp en avril 1945, il rejoint la Première armée française où il peut reprendre l'uniforme français. Mais le typhus, contracté à Dachau, se déclare dans un organisme très affaibli qui ne peut résister à la maladie malgré les soins et notamment l’administration de pénicilline, rare alors, qu’il reçoit à l’hôpital militaire de Ravensbourg. Le lieutenant-colonel Loichot succombe le 25 mai au soir après avoir reçu les derniers sacrements.

## Distinctions
Camille Loichot est déclaré mort pour la France en déportation.
- Officier de la Légion d'honneur (19 septembre 1934)[8]
- Croix de guerre 1914–1918
- Croix de guerre 1939–1945, palme de bronze (à titre posthume)
- Croix de guerre des Théâtres d'opérations extérieurs
- Médaille de la Résistance française (24 avril 1946 à titre posthume)[9]
- Chevalier de l'ordre du Mérite agricole
- Médaille interalliée de la Victoire

Citation à l'ordre de la Nation : Officier supérieur animé d’un sentiment du devoir particulièrement élevé. Ancien combattant remarquable des deux guerres, prisonnier de 1940 et placé sous contrôle allemand, n’a pas hésité en dépit des risques à rallier la Résistance en mai 1943. Désigné pour prendre le commandement du département du Doubs, s’est imposé par ses qualités militaires et sa haute valeur morale. Grâce à son énergie et à son activité inlassable, est parvenu à mettre sur pied des effectifs importants prêts à prendre les armes. Arrêté le 11 février 1944, a subi les plus durs interrogatoires sans se départir de son attitude ferme et digne. Déporté en Allemagne le 31 août 1944, a trouvé la mort à la suite des sévices endurés dans les camps nazis. (J.O. du 14 mars 1948).